# محرم إينجه
محرم اينجه (بالتركية: Muharrem İnce)‏ (من مواليد 4 مايو 1964 في يالوفا) هو سياسي تركي. انتخب أربع مرات متتالية في 2002 و2007 و2011 و2015 كنائب لحزب الشعب الجمهوري في مسقط رأسه. لمدة فترتين، شغل منصب نائب رئيس المجموعة البرلمانية لحزب الشعب الجمهوري. بعد خسارة الحزب في الانتخابات الرئاسية التركية في 18 أغسطس 2014 ، أعلن اينجه ترشيحه لرئاسة حزب الشعب الجمهوري في المؤتمر غير العادي للحزب في عام 2014 ضد الرئيس الحالي كمال قليجدار أوغلو، مستقيلا من موقعه كنائب للرئيس. في 4 مايو 2018 ، تم الإعلان رسمياً عن اينجه كمرشح رئاسي لحزب الشعب الجمهوري في الانتخابات الرئاسية لعام 2018.
ولد اينجه في قرية الملك، في محافظة يالوفا، وهو ابن شريف وزكية اينجه.